# Aegialites alaskaensis
Aegialites alaskaensis és una espècie de coleòpter de la família Salpingidae. Es troba a Alaska (EUA).